# Pieter Boddaert

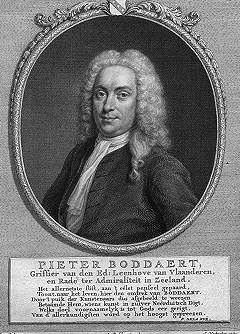
Pieter Boddaert

Pieter Boddaert (* 1730 in Middelburg in der Zeeland, Niederlande; † 6. Mai 1795 in Utrecht) war ein niederländischer Physiologe, Arzt, Zoologe, Ornithologe und Naturforscher. Gelegentlich findet sich in der Literatur das Jahr 1796 als Todesjahr.

## Leben und Wirken
Von 1754 bis 1759 war er Ratsmitglied von Vlissingen. Jahr 1771 wurde Boddaert zum Mitglied der Gelehrtenakademie Leopoldina gewählt. Im Jahre 1783 veröffentlichte Boddaert einen Identifizierungsschlüssel für Louis Jean-Marie Daubentons Planches enluminees, in dem er neue Tierarten wissenschaftlich erstbeschrieb. Nach 1793 war er als Dozent an der Universität Utrecht tätig.

## Dedikationsnamen
Ulrich Jasper Seetzen nannte 1796 die Eigentliche-Nattern-Art Mastigodryas boddaerti nach ihm. Peter Simon Pallas ehrte ihn 1770 in der Schlammspringerverwandte-Art Boleophthalmus boddarti.

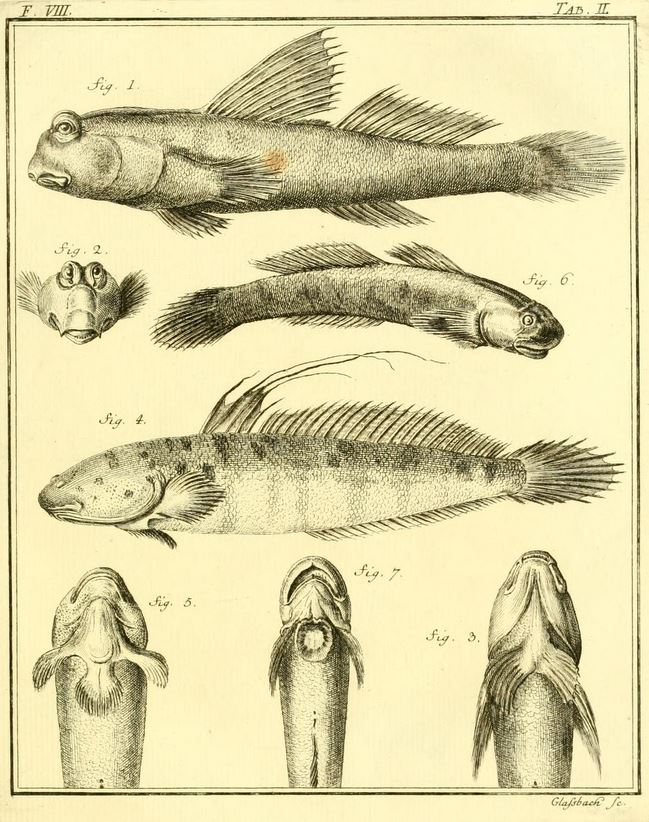
Boleophthalmus boddarti (Figur 4 & 5) als Teil der Erstbeschreibung
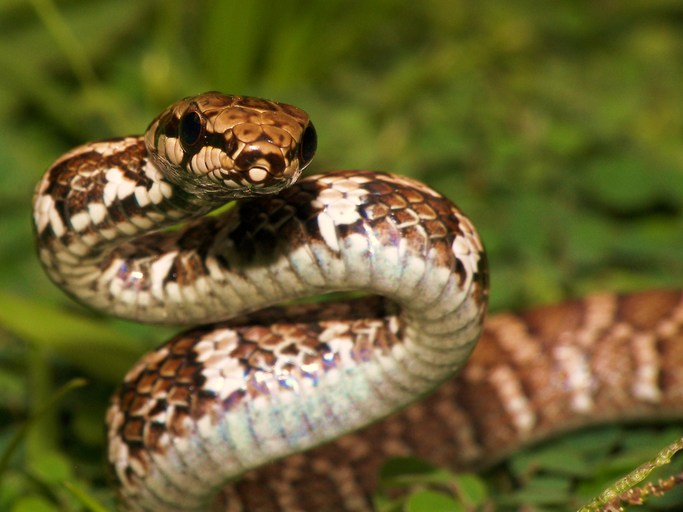
Mastigodryas boddaerti

## Publikationen (Auswahl)
- mit Peter Simon Pallas: Dierkundig mengelwerk: in het welke de nieuwe of nog duistere zoorten van dieren door naauwkeurige afbeeldingen, beschryvingen en verhandelingen opgehelderd worden. A. van Paddenburg en J. van Schoonhoven, Utrecht (biodiversitylibrary.org – 1768-1770).
- II Over den Gevakten Klipvisch. Kornelis van Tongerlo, Amsterdam 1770 (biodiversitylibrary.org).
- III Over de Kraakbeenige Schildpad. Kornelis van Tongerlo, Amsterdam 1770 (biodiversitylibrary.org).
- IV Over de Twee-koleurigen Kikvorsch. Kornelis van Tongerlo, Amsterdam 1772 (books.google.de).
- Kortbegrip van het zamenstel der natuur van den Heer C. Linnaeus, met zeer veele zoorten vermeerdert door. J. van Schoonhoven en Comp., Utrecht 1772 (biodiversitylibrary.org).
- Natuurbeschouwer of Verzameling van de nieuwste verhandelingen over de drie ryken der natuur, welke thans in Duitschland uitgegeven worden. Isaac du Mée, Gravenhaage (biodiversitylibrary.org – 1779-1781).
- Table des planches enluminéez d'histoire naturelle de M. D'Aubenton: avec les denominations de M.M. de Buffon, Brisson, Edwards, Linnaeus et Latham, precedé d'une notice des principaux ouvrages zoologiques enluminés. sine nomine, Utrecht 1783 (biodiversitylibrary.org).
- Elenchus animalium. Apud C.R. Hake, Rotterdam 1784 (biodiversitylibrary.org).
- Verhandling over de Insecten. In: Algemeene Genees- Natuur- en Huishoud-kundige Jaarboeken, of Verzameling Van de nieuwste Verhandelingen en Waarnemingen der eerste Geleerden in Europa, en Uittreksels uit de Werken en Gedenkschriften der beste Buitenlandsche Akademiën en Genootschappen. Benevens Nieuwe Uitvindingen, Ontdekkingen en Verbeteringen Betreklyk tot verscheidene Kunsten en Wetenschappen; Eenige merkwaardige Byzonderheden der Natuur; Byzondere Berichten; Bekendmaakingen van Geleerde Maatschappyen en Naamlyst van Nieuwe Boeken, Tot de Genees- Natuur- en Huishoudkunde, Natuurlyke Historie, Landbouw, Nutte Kunsten, e.z.v. behoorende. Alles ten nutte der Nederlanderen uitgegeeven, door een Genootschap van Genees- en Natuurkundigen. Nr. 4, 1786, S. 137–204.